# Moruya opora
Moruya opora là một loài Trichoptera trong họ Hydrobiosidae. Chúng phân bố ở miền Australasia.